# Modrzewie (West-Pommeren)
Modrzewie (Duits: Gründhorst) is een dorp in de Poolse woiwodschap West-Pommeren. De plaats maakt deel uit van de gemeente Goleniów en telt 130 inwoners.